# Assedio di Dorostolon
La battaglia di Dorostolon fu combattuta nel 971 tra l'esercito dell'Impero bizantino e le forze della Rus' di Kiev. A vincere furono i bizantini guidati da Giovanni I Zimisce.

## La battaglia

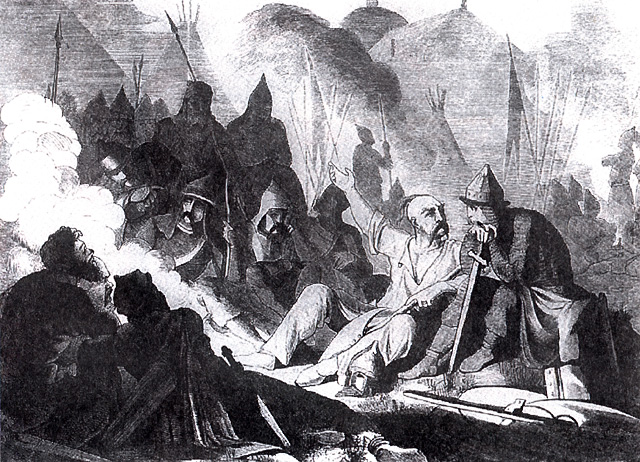
Boris Chorikov. Il consiglio di guerra di Sviatoslav.

Nel corso della guerra russo-bulgara, Sviatoslav I di Kiev si impossessò della parte orientale del Primo Impero bulgaro, stabilendo la sua capitale a Preslav, sul Danubio. Una volta che Giovanni I ebbe usurpato il trono, i bizantini lanciarono la loro controffensiva. Dopo che ebbero sconfitto i russo-bulgari nella battaglia di Arcadiopoli ed ebbero ripreso Pereislavets, Sviatoslav fu costretto a fuggire nella fortezza di Dorostolon (Drustur/Durostorum, oggi Silistra), città portuale della Bulgaria nord-orientale.
Giovanni pose l'assedio alla città, che durò 65 giorni. Ridotti alla fame, i rus e i bulgari sacrificarono agli dèi i loro bambini e i polli, gettandoli nel Danubio. Ma la situazione non cambiò. Incapaci di rompere l'assedio, alla fine si arresero e accettarono la pace imposta da Bisanzio, che prevedeva la rinuncia alle terre bulgare e alla città di Chersoneso in Crimea. Sviatoslav portò le sue truppe nell'isola di Berezan' e i bizantini occuparono Dorostolon.